# Nasoonaria
Nasoonaria és un gènere d'aranyes araneomorfes de la subfamília Erigoninae, dins de la  família Linyphiidae. Les seves espècies es distribueixen per la Xina, Laos i Tailàndia.
Fou descrit per primera vegada l'any 1995 per J. Wunderlich  i D. X. Song.

## Llista d'espècies
Segons el World Spider Catalog (versió 16)A Maig 2019 es coneixen quatre espècies:
- Nasoonaria mada Tanasevitch, 2018 – Vietnam
- Nasoonaria magna Tanasevitch, 2014 – Xina, Laos, Tailàndia
- Nasoonaria pseudoembolica Tanasevitch, 2019 – Vietnam
- Nasoonaria sinensis Wunderlich & Song, 1995 (Espècie tipus) – Xina, Laos, Tailàndia, Indonèsia (Sumatra)